# هونگ سو یونگ
هونگ سو یونگ (کره‌ای: 홍서영؛ زادهٔ ۴ ژانویه ۱۹۹۵) بازیگر، خواننده و مدل اهل کره جنوبی است. او به خاطر ایفای نقش در مجموعه‌های تلویزیونی دروغگو و معشوقش، زندگی خصوصی او، کارآگاه خوب فصل ۲ و دوست‌پسر مطلق من شناخته می‌شود.

## زندگی شخصی
هونگ مین گی برادر بزرگتر هونگ سو یونگ یک بازیکن والیبال از دانشگاه هانیانگ است که بعدها توسط تیم والیبال هیوندای کپیتال شناسایی و انتخاب شد.

## ترانه‌شناسی

### موسیقی متن
| عنوان                                                                 | سال  | آلبوم                  | منابع |
| --------------------------------------------------------------------- | ---- | ---------------------- | ----- |
| «تا روزی که برگردی» (Until The Day You Come Back; 돌아올 그날까지)    | ۲۰۱۶ | دوریان گری             | [ ۳ ] |
| «شمارش ستاره‌ها در شب» (Counting Stars at Night; 별 헤는 밤)           | ۲۰۱۷ | اواس‌تی دروغگو و معشوقش | [ ۴ ] |
| «دیروز، امروز و فردا» (Yesterday, Today and Tomorrow; 어제 오늘 내일) | ۲۰۱۷ | اواس‌تی دروغگو و معشوقش | [ ۵ ] |

## فیلم‌شناسی

### مجموعه تلویزیونی
| سال  | عنوان                          | نقش          | منابع  |
| ---- | ------------------------------ | ------------ | ------ |
| ۲۰۱۷ | دروغگو و معشوقش                | چه یو نا     | [ ۶ ]  |
| ۲۰۱۷ | درام ویژه فصل ۸: یک خانوادهٔ بد | کیم نا نا    | [ ۷ ]  |
| ۲۰۱۸ | فرزندان خدای کوچکتر            | چون سو این   | [ ۸ ]  |
| ۲۰۱۹ | زندگی خصوصی او                 | چوی دا این   | [ ۹ ]  |
| ۲۰۱۹ | دوست‌پسر مطلق من                | دیانا        | [ ۱۰ ] |
| ۲۰۲۲ | کارآگاه خوب فصل ۲              | مون بو کیونگ | [ ۱۱ ] |

### مجموعه اینترنتی
| سال  | عنوان                    | نقش       | منابع  |
| ---- | ------------------------ | --------- | ------ |
| ۲۰۱۸ | مشکلی نیست که حساس باشیم | یون چه آه | [ ۱۲ ] |

## تئاتر
| سال  | عنوان                | نام کره‌ای     | نقش       | منابع  |
| ---- | -------------------- | ------------- | --------- | ------ |
| ۲۰۱۶ | دوریان گری           | 도리안 그레이 | سیبل بان  | [ ۱۳ ] |
| ۲۰۱۷ | ناپلئون              | 나폴레옹      | جوزفین    | [ ۱۴ ] |
| ۲۰۱۹ | آکادمی نظامی شینهونگ | 신흥무관학교  | ترومپت    | [ ۱۵ ] |
| ۲۰۱۹ | هدویگ                | 헤드윅        | اسحاق     | [ ۱۶ ] |
| ۲۰۲۰ | لیزی                 | 리지          | اما بوردن | [ ۱۷ ] |
| ۲۰۲۰ | آمادئوس              | 아마데우스    | کنستانس   | [ ۱۸ ] |
| ۲۰۲۱ | گوانگ‌هوامون سوناتا   | 광화문 연가   | سوآ       | [ ۱۹ ] |
| ۲۰۲۲ | چامی                 | 차미          | چامی      | [ ۲۰ ] |
| ۲۰۲۲ | چهار دقیقه           | 포미니츠      | جنی       | [ ۲۱ ] |

## آگهی تجاری
| سال  | برند       | محصول  | منابع  |
| ---- | ---------- | ------ | ------ |
| ۲۰۲۱ | آکو وو لنز | آکو وو | [ ۲۲ ] |

## جوایز و نامزدی‌ها
| سال  | مراسم جوایز             | دسته                    | نامزد / اثر | نتیجه    | منابع  |
| ---- | ----------------------- | ----------------------- | ----------- | -------- | ------ |
| ۲۰۱۷ | اولین جوایز موزیکال کره | جایزه آرتیست تازه‌کار زن | دوریان گری  | نامزدشده | [ ۲۳ ] |